# Sidonija
Sidonija je žensko osebno ime.

## Izvor imena
Ime Sidonija izhaja iz latinskega imena Sidonia z nekdanjim pomenom »po rodu izhajajoč iz mesta Sidon«. Sidon je bilo staro feničansko pristanišče na ozemlju današnjega Libanona in se danes imenuje Saida.

## Različice imena
- ženske različice imena: Dona, Donia, Dinija, Donja, Donka, Sida, Sodka, Sidonia, Sidonja,
- moške različice imena: Sid, Sido, Sidon, Sidonij

## Tujejezikovne različice imena
- pri Madžarih: Szidónia
- pri Nemcih: Sidonia
- pri Poljakih: Sydonia
- pri Slovakih: Sidónia

## Pogostost imena
Po podatkih Statističnega urada Republike Slovenije je bilo na dan 31. decembra 2007 v Sloveniji število ženskih oseb z imenom Sidonija: 170.

## Osebni praznik
Osebe z imenom Sidonija lahko godujejo takrat kot osebe z imenom Sidonij.